# A korona nagymarsallja
A korona nagymarsallja (lengyelül: Marszałek wielki koronny vagy marszałek koronny latinul: mareschalus Regni Poloniae) történelmi tisztség Lengyelországban a középkorban és az első köztársaság idején, a lengyel királyság első „minisztere”. Körülbelül hasonló hatásköre volt, mint ma a belügyminiszternek.
A szenátus öt tagjának egyike, vagyis a központi adminisztráció hivatalnoka volt, közülük a legfontosabb Nagy Kázmér király óta.